# Margattea sinclairi
Margattea sinclairi är en kackerlacksart som beskrevs av Hanitsch 1928. Margattea sinclairi ingår i släktet Margattea och familjen småkackerlackor. Inga underarter finns listade i Catalogue of Life.